# Margarita Mortarotti
Margarita Mortarotti (Montevideo, 1 de diciembre de 1926 - Ib., 1985) fue una artista plástica uruguaya, especialista en grabados.

## Trayectoria
Margarita Mortarotti realizó sus estudios de grabado en linóleo y madera, cerámica, pintura y dibujo en la Escuela Nacional de Bellas Artes, donde, entre 1952 y 1959, tuvo como profesores a José Cuneo Perinetti, Norberto Berdía y José María Pagani.
En 1958, recibió la beca Itamaratí para estudiar grabado en el Instituto de Bellas Artes de Río de Janeiro en Brasil. Y en 1959, trabajó con el grabador Johnny Friedlaender en el Museo de Arte Moderno de Río de Janeiro.
En Uruguay, Mortarotti realizó exposiciones individuales desde 1954 hasta 1963. Sus obras forman parte de los acervos del Museo Nacional de Artes Visuales (Uruguay), el Museo Juan Manuel Blanes (Uruguay) y el Museo de Arte Moderno de Río de Janeiro (Brasil), así como de colecciones privadas de diversos países.
A mediados de 1963 fue sometida a una intervención quirúrgica delicada que le imposibilitó trabajar durante varios años. En 1967, a pesar de sufrir dificultades de salud importantes, comenzó nuevamente a trabajar en su obra.
Falleció en Montevideo en el año 1985.

## Premios

### Premios a las Artes del Banco de la República
- Tropo (1957): aguatinta
- Amago 12 (1962): aguatinta
- Lucha de todos (1968): aguatinta

### Premios Adquisición en los Salones Municipales
- Playa (1956): linóleo
- Figura con peces (1957): linóleo
- Composición (1959): aguatinta